# The Deep Purple Singles A's and B's
The Deep Purple Singles A’s and B’s — сборник британской рок-группы Deep Purple, вышедший в 1978 году на лейбле Harvest Records и составленный из композиций, записанных группой в период 1968—1975 годов. 
В 1993 году вышла расши́ренная CD-версия этой компиляции Singles A’s and B’s, включающая полную коллекцию британских синглов группы, выпущенных в период 1968—1976 годов, за исключением композиции «April» (Part 1).
По словам одного музыкального критика, этот альбом является одним из лучших сборников Deep Purple. «Одним из самых удивительных аспектов этой коллекции является то, что стороны B часто так же хороши, как и стороны A: "I'm Alone" — это жесткий свинговый рок, достойный более известных хитов группы, а "When a Blind Man Cries" — мучительная, блюзовая баллада, которая является одним из лучших медленных номеров группы. Формат также позволяет переосмыслить менее известный материал Deep Purple: превосходным примером является «One More Rainy Day», запоминающаяся мелодия из часто упускаемого из виду периода группы конца 60-х».

## Список композиций
Слова и музыка всех песен — (если не указано иначе) — Ричи Блэкмор, Джон Лорд, Иэн Гиллан, Роджер Гловер, Иэн Пейс.
| №  | Название             | Автор(ы)                            | Длительность |
| -- | -------------------- | ----------------------------------- | ------------ |
| 1. | «Hush»               | Джо Саут                            | 4:25         |
| 2. | «One More Rainy Day» | Джон Лорд, Род Эванс                | 3:38         |
| 3. | «Emmaretta»          | Ричи Блэкмор, Лорд, Эванс           | 2:59         |
| 4. | «Wring That Neck»    | Лорд, Блэкмор, Ник Симпер, Иэн Пейс | 5:12         |
| 5. | «Hallelujah»         | Роджер Гринуэй, Роджер Кук          | 3:42         |
| 6. | «April» (Part 1)     | Блэкмор, Лорд                       | 3:57         |

| №                   | Название                                               | Длительность |
| ------------------- | ------------------------------------------------------ | ------------ |
| 1.                  | «Black Night»                                          | 3:27         |
| 2.                  | «Speed King» (демо-версия с фортепиано)                | 4:25         |
| 3.                  | «Strange Kind of Woman»                                | 3:47         |
| 4.                  | «I’m Alone» (Би-сайд к синглу «Strange Kind of Woman») | 3:05         |
| 5.                  | «Demon’s Eye»                                          | 5:12         |
| 6.                  | «Fireball»                                             | 3:23         |
| Общая длительность: | Общая длительность:                                    | 47:25        |

| №                   | Название                                 | Автор(ы)                             | Длительность |
| ------------------- | ---------------------------------------- | ------------------------------------ | ------------ |
| 1.                  | «Hush»                                   | Джо Саут                             | 4:24         |
| 2.                  | «One More Rainy Day»                     | Лорд, Эванс                          | 3:38         |
| 3.                  | «Kentucky Woman» (Single Edit)           | Нил Даймонд                          | 4:04         |
| 4.                  | «Emmaretta»                              | Блэкмор, Лорд, Эванс                 | 3:00         |
| 5.                  | «The Bird Has Flown» (US Single Version) | Блэкмор, Лорд, Эванс                 | 2:54         |
| 6.                  | «Hallelujah»                             | Гринвей, Кук                         | 3:44         |
| 7.                  | «Speed King» (Single Version)            |                                      | 4:26         |
| 8.                  | «Black Night»                            |                                      | 3:28         |
| 9.                  | «Strange Kind of Woman»                  |                                      | 3:49         |
| 10.                 | «I’m Alone»                              |                                      | 3:06         |
| 11.                 | «Fireball»                               |                                      | 3:21         |
| 12.                 | «Demon’s Eye»                            |                                      | 5:12         |
| 13.                 | «Never Before»                           |                                      | 3:30         |
| 14.                 | «When a Blind Man Cries»                 |                                      | 3:32         |
| 15.                 | «Smoke on the Water» (US Edit)           |                                      | 3:48         |
| 16.                 | «Black Night» (Live)                     |                                      | 4:59         |
| 17.                 | «Might Just Take Your Life»              | Блэкмор, Лорд, Дэвид Ковердэйл, Пейс | 3:35         |
| 18.                 | «Coronarias Redig»                       | Блэкмор, Лорд, Пейс                  | 4:54         |
| 19.                 | «You Keep on Moving» (Single Edit)       | Ковердэйл, Гленн Хьюз                | 4:29         |
| 20.                 | «Love Child»                             | Томми Болин, Ковердэйл               | 3:04         |
| Общая длительность: | Общая длительность:                      | Общая длительность:                  | 77:06        |

## Участники записи
- Ричи Блэкмор — гитара (композиции 1—18)
- Иэн Гиллан — вокал, гармоника (композиции 6—16)
- Роджер Гловер — бас-гитара (композиции 6—16)
- Джон Лорд — орган, клавишные, бэк-вокал
- Иэн Пейс — ударные
- Род Эванс — вокал (композиции 1—5)
- Ник Симпер — бас-гитара, бэк-вокал (композиции 1—5)
- Дэвид Ковердэйл — вокал (композиции 17—20)
- Гленн Хьюз — бас-гитара, вокал (композиции 17—20)
- Томми Болин — гитара (композиции 19—20)

## Позиции в хит-парадах
Еженедельные чарты:
| Хит-парад (1993)              | Высшая позиция | Пребывание в чарте |
| ----------------------------- | -------------- | ------------------ |
| Германия (Offizielle Top 100) | 78             | 9 недель           |